# اندیس ده سلم
ده سلم یک اندیس فلزی است که در حوالی شهر جنوب ده سلم استان سیستان و بلوچستان قرار دارد و مادهٔ معدنی موجود در آن، اورانیوم است.  